# Eutanasia involuntaria
Eutanasia involuntaria o falsa eutanasia ocurre cuando se realiza la «eutanasia» a una persona que podría proporcionar consentimiento informado, pero no lo hace, ya sea porque no quieren morir, o porque no se le preguntó. La «eutanasia involuntaria» fue una forma de encubrir el asesinato en masa en la Alemania nazi.
El término «eutanasia involuntaria» implica una contradicción ya que no puede haber una buena muerte si no es consentida. La «eutanasia involuntaria» no es eutanasia, es asesinato u homicidio. Ninguna persona ni instancia pública o privada tiene derecho a decidir sobre la vida de nadie ya que nadie puede saber ni intuir en qué consiste para aquel el valor o el significado de vivir.
Contrasta con la eutanasia voluntaria -realizada con el consentimiento del paciente- y la eutanasia no voluntaria -cuando el paciente no puede dar su consentimiento, por ejemplo, por estar en coma o ser un niño. El término se ha utilizado para definir el programa Acción T4 de la Alemania nazi.  
La eutanasia involuntaria se considera un delito en todas las jurisdicciones legales. El temor a ella se usa a veces como una razón para no cambiar las leyes relacionadas con la eutanasia.